# 조라나 아루노비치
조라나 아루노비치(세르비아어: Зорана Аруновић, Zorana Arunović, 1986년 11월 22일~)는 세르비아의 사격 선수로 주 종목은 권총이다. 올림픽에 4회 참가했으며 2024년 하계 올림픽에서 혼성 10m 공기권총 단체전에서 금메달을 획득했다.

## 개인사
언니인 옐레나 아루노비치도 사격 선수이다.